# Nicolás Martín Pareja
Nicolás Martín Pareja (19 de gener de 1984 a Buenos Aires) és un futbolista argentí que juga com a defensa al Club Atlas mexicà.

## Trajectòria esportiva

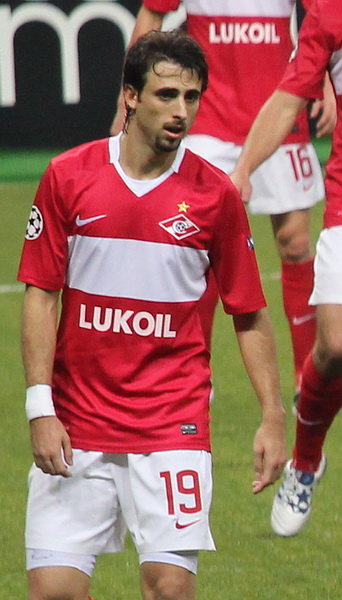
Nico Pareja

Jugà a l'argentina al club Argentinos Juniors. Fou comprat pel RSC Anderlecht per 2 milions d'euros el 2006 per reemplaçar Vincent Kompany. Guanyà la lliga belga el 2007. Guanyà la medalla d'or als Jocs Olímpics de Pequín del 2008. L'agost del 2008 fou comprat per l'Espanyol per 4,5 milions d'euros.
El juliol de 2010 fitxà pel Spartak Moscou. El juliol de 2013, l'Spartak el cedí al Sevilla FC per la temporada 2013-2014 de la lliga BBVA.
El 14 de maig de 2014, va jugar com a titular la final de l'Europa League que el Sevilla va guanyar al Benfica a Torí.
El 23 de juny de 2014, el Sevilla va fer efectiva la clàusula de compra del jugador per 2 milions i mig d'euros, i Pareja signà amb els andalusos un contracte de tres anys.

## Palmarès

### Royal Sporting Club Anderlecht
- Lliga belga de futbol: 2006-07
- Supercopa belga de futbol: 2007-08

### Sevilla FC
- 3 Lliga Europa de la UEFA: 2013-14, 2014-15, 2015-16

### Selecció Argentina
- Medalla d'or als Jocs Olímpics de 2008